# Remigio Bartalini
Remigio Bartalini (Siena, 28 febbraio 1839 – Siena, 7 febbraio 1918) è stato un politico e avvocato italiano.

## Biografia
Nato a Siena nel 1839 da Mattia Bartalini e Luisa Viligiardi, si laureò in giurisprudenza ed esercitò la professione di avvocato.  Stimato esponente del foro senese, ricoprì gli incarichi di presidente dell'Ordine degli avvocati della provincia, presidente della Banca Popolare Senese, e membro della Pia Associazione Misericordia e della Commissione direttiva dello Spedale di Santa Maria della Scala.
Eletto più volte consigliere comunale ad Asciano, a Sovicille e a Siena, fu sindaco di Sovicille e anche sindaco della città di Siena, eletto nel 1892. Per quattro volte risultò eletto alle elezioni provinciali per il mandamento di Asciano, tre volte nella lista dell'Unione Liberale Monarchica (1895-1902, 1902-1907, 1907-1914), e una volta nella lista Monarchico-Costituzionale (1914-1918); in Deputazione provinciale fu prima deputato supplente (1895-1905) e poi deputato effettivo (1908-1914). Tra gli altri incarichi si ricordano quello di membro della Giunta provinciale amministrativa di Siena dal 1893 al 1895, membro del Consiglio provinciale scolastico dal 1895 al 1906.
Fu tra i primi presidenti della storica Associazione Ginnastica Senese. Morì a Siena il 7 febbraio 1918.